# Abisso di Monte Vermicano
L'abisso di Monte Vermicano [La/Fr 0616], nel comune di Guarcino, sui Monti Ernici, è una delle grotte più estese del Lazio.
Si tratta di un sistema carsico molto complesso che attualmente conta 4 ingressi (Vermicano, Gresele, Tana degli Eretici e GnomoGnomo). Le esplorazioni iniziarono negli anni settanta e continuano tuttora.